# タミク放射線事故
タミク放射線事故（タミクほうしゃせんじこ）は、1994年にエストニアのハリュ県で発生した放射線事故である。タミク放射性廃棄物貯蔵施設に近くの村（キーサ）に住む3人が侵入し、放射線源を自宅に持ち帰ったことにより発生した。5人が被害を受け、うち1人が死亡した。

## 背景
タミク放射性廃棄物貯蔵施設は、エストニア・ソビエト社会主義共和国内にある工場・科学機関・医療機関等で発生した放射性廃棄物を埋設貯蔵するために、1963年、首都タリンの南12キロメートルにあるタミクの森林地帯に建設された。1980年代半ば、放射性廃棄物の安全な管理に関する新基準の改定に伴い、施設の改築工事が開始されたが、資源不足のためにこの工事は完了しなかった。事故当時、エストニア政府国家健康保護評議会の監督下にある地方組織であるタリン特別車両基地によって貯蔵施設は管理されていた。施設は二重のフェンスで囲まれていたが、どちらのフェンスも高さ1.5メートルしかなく、監視体制も不十分であった。

## 事故の経緯
以下はIAEA（国際原子力機関）のまとめた報告書による。
1994年10月21日、3人の兄弟（以下A、B、Cとする）は、森の中にある貯蔵施設にやって来ると、高さ1.5メートルのフェンスを乗り越え、鉄扉の電気警報システムを無効にし、南京錠を破った。
Cは貯蔵施設の地下の一区間に降りると、金属製容器を発見し、地上にいる兄弟たちにそれを投げ渡した。そのとき、金属製容器から円筒状の物体（セシウム137放射線源、放射能は150ギガベクレルから7テラベクレルと推定される）がこぼれ出た。Cはそれを拾い上げコートのポケットにしまった。兄弟は、液体廃棄物貯蔵施設にも侵入し、アルミニウム製のドラム缶を盗んだ。ドラム缶を空にするために中身を貯蔵施設内に投棄していた際、Cの右足にドラム缶が落下し怪我を負った。兄弟は金属製容器とドラム缶を車に積んでタリンに運び、鉄屑として売った。
Cは貯蔵施設に入ってすぐに気分が悪くなっており、数時間後には繰り返し嘔吐するようになった。その日の夜になっても気分が優れないまま就寝した。
10月25日、Cは足の怪我のために入院した。彼は、「森林での作業中に負傷した」と主張したため挫滅外傷と診断された。
11月2日、Cが死亡。死因は腎不全とされ、放射性症候群とは関連づけられなかった。
11月8日、タミク貯蔵施設を訪れた作業員が鉄扉の南京錠が壊れているのに気づき、新しい錠に交換した。また、以前来たとき（9月30日）に比べて放射線量が2桁下がっていることもわかった。無断侵入の形跡やドラム缶の盗難について、管理当局には報告しなかった。
11月9日、Cの継息子Dが自転車の修理に役立つものを探しているときにCのコートから放射線源を発見し、修理後にキッチンの引き出しにしまった。
11月16日、C宅で飼われていた子犬が死亡した。子犬はキッチンで多くの時間を過ごしていた。死亡する前、子犬には嘔吐や血尿症状が見られた。
11月17日19時30分、Dは手に発生した重度の火傷のため救急車でタリン小児病院に搬送された。医師はこの火傷は放射線によるものと気付き、警察に通報した。

## 線源の回収
警察はエストニア救急委員会に通報し、同委員会は直ちに隊員をキーサに派遣し、1994年11月17日23時30分頃に到着した。最初の線量率測定で、Cの家の近くに高線量のガンマ線源が存在することが確認され、線量率が毎時0.4マイクログレイを超える地域にあたる、C家から200メートル以内の近隣住民は避難した。この避難は11月18日の早朝に行われ、合計15軒の家族が避難した。救急隊のメンバーは、線源を特定するためにCの家に入り、台所の引き出し近くで毎時1.2グレイの線量率を検出した。他の部屋で測定された線量率は毎時約50ミリグレイであった。
作戦ミーティング後、2人の救急隊員がCの家に入った。キッチンの食器棚の引き出しの中身が床に空けられ、線源が特定された。線源は直径約1.5cm、長さ3cmの円柱であり、5-7cm離れた距離での線量率は毎時1.5-1.8グレイであった。2分35秒経ったところで救急隊員は家を離れた。2回目の立ち入りで線源を鉛箱の中に入れられ回収された。隊員は鉛エプロンとゴム手袋を着用していたが、遠隔操作用のトングは所持していなかったため、線源を約2秒間つかみ鉛箱に入れた。線源はタミク貯蔵施設に戻された:11-12。
救急隊員は引き続きCの家をチェックしたが、放射能汚染は確認されなかった。1994年11月18日14時30分、回収作業は完了した:11-12。

## 被曝線量
A: 28歳男性。推定吸収線量1グレイ。被曝8日後に右手に水疱を伴う放射線熱傷を発症した:28-29。
B: 27歳男性。推定吸収線量0.9グレイ。軽度の血小板および白血球減少が見られたがすぐに回復:29。
C: 25歳男性。放射線源をポケットに数時間入れていたため、毎時2000-3000グレイを皮膚表面に受けていたと推定される。被曝から4日目、全身状態が著しく悪化したため入院した。両足の機能障害とともに全身性のショック症候群が見られた。局所的には、右臀部、右大腿部、骨盤下部に水腫と組織損傷が認められた。被曝から12日後に急性腎不全と重症貧血のため死亡。
剖検の結果、右大腿部と臀部に急性壊死が認められた。小腸と結腸に大量の出血が観察され、腸壁の厚さの減少が確認された。このことは、コートのポケットにあった線源から腹部が被曝を受けていたことを示している:27-28。
D: 13歳男性。Cの継息子。推定吸収線量2.7-5.5グレイ。両手の水疱に加え、吐き気と下痢が報告された。線源に直接触れた左手が最も重篤であり、数ヶ月後に回復したが、1995年12月左手親指末節骨が壊死により切断された:30。
E: Dの母。35歳。推定吸収線量0.5グレイ。家にいる時間が比較的短かったため被曝線量は少なかった:27。
F: Dの曽祖母。78歳。推定吸収線量2.7グレイ。中等度の骨髄症候群を発症したが、回復した。1995年12月31日に心血管疾患で死亡。放射線被曝以前から慢性心血管系虚血を患っていた:32-33。
C宅を訪れたDの友人は、Dが自転車を修理しているときに線源に触れ約0.1グレイの線量を受けたと見られる。C宅をよく訪問していたFの友人もまた約0.1グレイの線量を受けたとされる。救急隊員として患者を診るためにC宅を訪れた看護師は0.13グレイを受けたと推定される。近隣住民の1人は0.18グレイを受けていた。他の4人（医師と救急隊員）が受けた線量は0.1グレイ未満であった:48。

## 余波
エストニア当局は、この事件を分析し、その結果にどう対処するかについて助言するために国際支援を要請した。近隣国であるフィンランド、ロシア連邦、スウェーデンはエストニアに支援を申し出た。これにより、この事件から学び、将来の同様の事件を防ぐための対策を開発する機会が得られた:12。
2008年11月、タミク貯蔵施設の廃止作業が始まり2011年9月に完了した。合計55テラベクレルの放射能を持つ廃棄物は分別され、パルディスキ廃棄物リサイクルセンターに運ばれた。最大毎時1.5シーベルトの線量率を持つ23個の非密封線源、約7,300個の密封線源、44立方メートル分の低レベル大型廃棄物、63立方メートル分の低レベル小型廃棄物、80キログラムの核物質などが除去された。廃止作業に関与した会社A.L.A.R.A.のジョエル・ヴァルゲは「廃棄物の総放射能は非常に高く、もし同じ放射能を持つウランで原子力発電を行ったならば、エストニアのエネルギー需要を約4年間賄うことができるだろう」と述べた。